# 178088 Marktovey
178088 Marktovey è un asteroide della fascia principale. Scoperto nel 2006, presenta un'orbita caratterizzata da un semiasse maggiore pari a 2,6298679 au e da un'eccentricità di 0,0278958, inclinata di 9,50395° rispetto all'eclittica.